# Dżokolo
Dżokolo (gruz. ჯოყოლო) – wieś w Gruzji, w regionie Imeretia, w gminie Achmeta. W 2014 roku liczyła 737 mieszkańców.